# 유명전
유명전(劉銘傳, 1836년 9월 7일 - 1896년 1월 12일)은 청나라 말기의 군인, 정치가이다. 안휘성 합비의 서향(西郷) 출신으로 회군을 이끌었고, 대만성의 초대 순무로 임명되었다. 자는 성삼(省三), 호는 대잠산인(大潜山人)이다.

## 생애
어린 시절 11살 때 아버지를 잃었기 때문에 가난한 생활을 하였다. 그래서 18세에 학문을 포기하고 산적에 가담했다. 1856년(함풍 6년), 그것과 관련되어 어머니가 자살하자 고향으로 돌아와 향용을 조직했다. 태평천국의 난이 일어나자 참여를 고려하지도 않았고, 동시에 청군이 태평천국에 적극적인 개입하는 것에도 반대를 하면서 중립을 지켰다. 1857년, 당시 여주 지현(知縣)의 토벌군 참여 요청을 거부해서 얼마간 투옥되었고, 이내 사면되어 이홍장의 회군에 들어가 태평천국 토벌에 참여했다.
1864년(동치 3년), 부대를 이끌고 상주를 공격해서, 진곤서를 포로로 잡는 군공을 세웠다. 그 공적으로 직례제독에 임명되었고, 1867년에는 윤륭하 전투에서 염군에 큰 타격을 주었고 염군 작전에서의 공적으로 일등 남작에 봉해진다. 그러나 유명전이 베이징에 임관하자 정여창 등 다른 관인과의 관계에 충돌이 일어났다. 그래서 유명전은 벼슬을 그만두고 고향으로 돌아왔다. 그곳에서 비서서원을 세우고, 조상의 사당을 복구하는 등의 생활을 했다.
1884년(광서 10년), 베트남 종주권을 둘러싸고 청불 전쟁이 발발하자 청나라는 유명전을 다시 기용했다. 대만으로 건너가 대만에서 프랑스군의 상륙 작전을 여러 차례 저지했다. 또한 호미 전투(滬尾)의 승리로 프랑스군의 대만 상륙 계획을 결국 좌절시켰다. 이듬해 1885년에 청불 전쟁은 끝났다. 전쟁 중 프랑스 극동 전대에 의해 대만이 봉쇄되는 등 중국 동남부 연해 지역에서 대만의 전략적 중요성이 밝혀졌다. 그래서 대만 통치를 강화할 필요성을 절감한 청나라 정부는 1885년 10월, 대만섬을 복건성에서 분리 독립시켜 대만성을 설치했고, 유명전을 초대 대만순무로 임명했다.
1891년까지 6년간, 유명전이 대만에 있는 동안 많은 개혁과 정비를 시도했다. 각종 방어 시설을 정비하고, 군비를 재편하는 동시에 대만 내 인프라를 정비하여 이후 대만 발전의 토대를 마련했다. 인프라 정비로 대만 최초의 철도 건설, 대만섬과 복건성 사이에 통신 케이블 부설, 기타 전보국, 매무국(煤務局), 철로국 등의 관리 기구를 정비했다. 그러나 그의 개혁은 관리들의 부패와 재원 문제를 고려하지 못한 것이며, 재정 부담은 날로 증가했다. 부패도 만연하여 민중의 반발을 사게 되었다. 그 결과 1889년(광서 15년)에는 장화에서 시구단(施九緞)의 반란이 일어났다.
1881년(광서 17년), 후임에 소우렴이 임명되자 고향으로 돌아왔다. 1896년, 고향에서 병으로 사망했다.
저서로는 다음과 같은 것들이 있다.
- 《유장숙공진의》(劉壯肅公奏議)
- 《대잠산방시고》(大潜山房詩稿)

## 같이 보기
- 밍추언 대학교